# Nikolaus Hesse

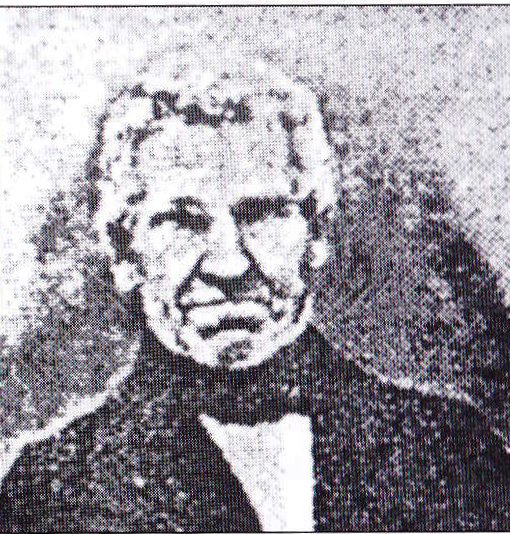
Nikolaus Hesse

Nikolaus Hesse (* 24. September 1794 in Lichtenau; † 30. Dezember 1868 in Brilon) war ein deutscher Beamter (Kantonsbeamter in Rösebeck im damaligen Kreis Warburg), ehe er nach Nordamerika auswanderte. Nach seiner Rückkehr war er Bürgermeister in und Ehrenbürger von Brilon und Mitglied der preußischen Nationalversammlung.

## Leben

### Herkunft und Werdegang
Über sein frühes Lebens ist wenig bekannt. Er war das jüngste von sechs Kindern des Gutsbesitzers Heinrich Hesse (* 3. Juli 1744 in Lichtenau; † nach 1802) und seiner Ehefrau Elisabeth Krieger (* 24. April 1744 in Schloss Neuhaus, † nach 1802). Mit etwa fünfzehn Jahren trat er in die öffentliche Verwaltung ein. Mit zwanzig Jahren nahm er an der Schlacht von Waterloo teil und erhielt dabei die Ernennung zum Offizier. Er war Kompanieführer im 5. Westfälischen Landwehrregiment. Danach war er Verwaltungsbeamter und Rentmeister im Amt Warburg. Etwa 1820 heiratete er Maria Ferdinandina Kiehnen, die Tochter des Kaufmanns Johann Georg Kiehne aus Schloss Neuhaus (* um 1730, † 6. Dezember 1804 in Paderborn) und seiner Ehefrau Agnes Hertwig (* 6. September 1752 in Paderborn, † 5. März 1813 in Schloss Neuhaus). Aus dieser Ehe sind neun Kinder hervorgegangen, von denen sieben das Erwachsenenalter erreichten. 
Nikolaus Hesse hatte sein Auskommen, litt aber an der drückenden sozialen Not der Region. Offenbar hat er sich dazu öffentlich geäußert und ihm drohten staatliche Repressionen.

### Auswanderung in die USA
Zusammen mit seiner großen Familie wanderte er 1835 nach Amerika aus. Neben Nikolaus Hesse und seiner Ehefrau Maria gehörten die sechs zwischen 1822 und 1832 geborenen Töchter sowie Hesses 12 Jahre älterer, ebenfalls aus Lichtenau stammender Bruder Joannes zur Auswanderergruppe. Ihr Ziel war das damals westlichste Territorium der USA, der Bundesstaat Missouri. Zusammen mit sechs anderen Familien beteiligte sich Hesse am Kauf von Blockhäusern und Besitzungen, die von ihren Besitzern verlassen worden waren. Er gehörte damit zu den Gründern des Ortes Westphalia (Osage County). In der Zeit seines Aufenthaltes in Amerika betätigte er sich als Farmer und Viehzüchter.
Später, nach der Rückkehr nach Deutschland, veröffentlichte er ein umfangreiches Buch, in dem er als Ratgeber seine Beobachtungen über Wirtschaft, Leben, Kultur, Religion, Pressewesen und Verhalten der Amerikaner mitteilte. Dabei zeigt sich, wie fremd ihm die Lebensweise der Einheimischen vielfach war. Empört war er über die Sklaverei. Ein wenig positives Bild zeichnete er von den Indianern. Begeistert sprach er über den technischen Fortschritt im Land. Da das Buch auch als Ratgeber für Auswanderer gedacht war, enthielt es genaue Angaben zu Aufbau und Erhalt einer Farm. In einem Fazit, gedacht für künftige Einwanderer, warnt er vor allzu großen Erwartungen, ohne aber von einer Auswanderung aus Deutschland abzuraten. Einem Teil der Auflage seines Buches wurde die von Hesse gezeichnete, von P. Herle in Paderborn gedruckte Karte „Deutsches sogen. Westfalen-Settlement im Missouri-Staate am Osage“ beigefügt. Darauf ist auch Hesses Anwesen am „Maria-Creek“ (Maries River), einem Zufluss des Osage River, dargestellt. Zu den ebenfalls aus Deutschland emigrierten Nachbarn der Familie Hesse zählten der aus Oelde in Westfalen ausgewanderte Arzt Bernhard Bruns (1798–1864) und seine Frau Henriette („Jette“) Bruns (1813–1899). Nikolaus Hesses Ratgeber ist am 27. April 2009 unter dem Originaltitel „Das westliche Nordamerika in besonderer Beziehung auf die deutschen Einwanderer in ihren landwirtschaftlichen, Handels- und Gewerbverhältnissen“, als Faksimile-Neudruck bei der University of Michigan Library wieder erschienen.
Hesses Ehefrau Maria litt in Missouri an der Trennung von ihrer gewohnten Umgebung und durchlebte schwere Depressionen. Dazu dürfte auch der Tod des 1834 geborenen Sohnes Victor drei Monate vor der Auswanderung beigetragen haben. Nach nur etwa zwei Jahren kehrte die Familie 1837 nach Deutschland zurück. Unterwegs in den USA starben sowohl Hesses Bruder Joannes (an Malaria, genannt „kaltes Fieber“) als auch der in Westphalia geborene jüngste Sohn, der wohl an einer fieberhaften Infektion, Hesse meinte „am Zahnen“, erkrankt war. Obwohl die Familie den Rückweg nach Deutschland angetreten hatte, steigerte sich das Heimweh Maria Hesses zu einer lebensgefährlichen Krankheit.
Vermutlich auf Vermittlung des westfälischen Oberpräsidenten Ludwig Freiherr von Vincke (1774–1844), der Hesses Arbeit als Kantonsbeamter geschätzt hatte, wurde der Rückkehrer zunächst Rentmeister des Freiherrn von Fürstenberg (Herdringen) in Dahlhausen bei Menden im Sauerland. Am 26. Juni 1841 kehrte Hesse als Bürgermeister von Brilon in den Kommunaldienst zurück. Er blieb in diesem Amt bis 1865. Daneben arbeitete er nach seiner Rückkehr als Redakteur des Wochenblattes für den Kreis Brilon. Hesse war 1844 Schützenkönig in Brilon.

### Politik 1848/49
Während der Revolution von 1848/49 spielte er eine maßgebliche Rolle im Raum Brilon. Beruhend auf seinen Erfahrungen in den USA verglich er im Wochenblatt immer wieder die liberalen Eigentumsverhältnisse in den USA mit den noch stark gutsherrlich geprägten Verhältnissen im Sauerland. Zu Beginn der Revolution versuchte er die Gründe für die teilweise gewalttätigen Unruhen in Brilon und bei der Landbevölkerung zu analysieren. Als Bürgermeister machte er eine Reihe von Konfliktpunkten aus. Der erste Komplex betraf danach die gutsherrlichen Abgaben und Gefälle, der zweite die Hude- und Weideberechtigung in gutsherrlichen und gemeindlichen Forsten, der dritte die Forderung nach den alten Rechten und alle „besseren, durch den Fortschritt der Zeit gebotenen Einrichtungen zu beseitigen; kurz das Alte wiederherzustellen, wie vor 100 Jahren, und stille zu stehen, wie die heidnischen Chinesen heute noch auf der Stufe stehen, wie vor 2000 Jahren“. Der vierte Punkt betraf das Personal und die Kosten der Kommunalverwaltungen. Als fünften Punkt nannte er den Mangel an Arbeit und Verdienst, als sechsten die neuere Kommunalverfassung, der man häufig das alte Selbstverwaltungsrecht der kurkölnischen Ära entgegensetzte.
Die übergreifende Ursache der Unruhen sah Hesse in einem strukturellen Konflikt zwischen Modernisierern und Traditionalisten. In Brilon beharrten danach die Traditionalisten darauf, ungeordnet ihr Vieh in die Wälder zu treiben. Durch die Zunahme der Bevölkerung könnten die Wälder die damit verbundene Mehrbelastung nicht ertragen. Daher seien rund um die Stadt Heide- und Ödland entstanden. Er selbst sah sich dabei als Vertreter des Fortschritts, der gerade auch die Modernisierungsanstrengungen der preußischen Verwaltung positiv würdigte. „Alles treibt voran zu einer besseren Zeit; es ist dies der Kampf unseres jetzigen Zeitalters; jene aber wollen quer und rückwärts treiben.“
Das von ihm redigierte Wochenblatt druckte am 22. April 1848 Empfehlungen zur Auswahl der „rechten Männer“ ab, die für ein Abgeordnetenmandat in Frage kämen: 
1. Der Deputierte darf das Rad der Geschichte nicht zurückdrehen und muss die Verfassung sowie die Einheit des Vaterlandes wollen,
2. er muss ein Mann des Volkes sein,
3. ein redlicher und wahrheitsliebender Mensch sein,
4. muss Dinge im Kreis und in der Welt kennen.[5]

Die Empfehlungen hat Hesse sicherlich nicht ohne Selbstbezug formuliert. Er kandidierte mit Erfolg für die preußische Nationalversammlung in Berlin. Er selbst sah sich im politischen Spektrum im Lager der gemäßigten Liberalen. Anlässlich seiner Abreise als Abgeordneter nach Berlin erklärte er: „Zu Wühlern und Radikalen gehöre ich nicht, aber ebenso wenig bin ich reaktionären Bestrebungen zugetan, die den Fortschritt hemmen.“ Auch von Berlin aus schrieb er weiterhin für die lokale Presse in Brilon. Als im Herbst 1848 die Gegenrevolution erstarkte und die Nationalversammlung die Steuerverweigerungskampagne ausrief, bezeichnete Hesse in einem von ihm veröffentlichten Flugblatt die Demokraten als Feinde des Volkes, die „Aufruhr, Widersetzlichkeit und Anarchie predigten.“

### Tätigkeit als Bürgermeister
In seiner langen Amtszeit als Bürgermeister (1841 bis 1865) war er für Veränderungen in der Stadt Brilon maßgeblich verantwortlich. In seine Zeit fällt der Ausbau der Straßen, ein Krankenhaus sowie ein Waisenhaus wurden erbaut. Das bisherige Progymnasium Petrinum wurde in ein vollwertiges Gymnasium umgewandelt. Ebenso wurden eine neue Kirche und ein Pastorat errichtet.

### Nachwirkungen, Erinnerungen
Über seine Amtstätigkeit hinterließ Hesse mehrere gedruckte Rechenschaftsberichte. Außerdem verfasste er eine Chronik Brilons für die neuere Zeit. Bereits in den 1840er Jahren hat er das Stadtarchiv geordnet und verzeichnet.
Die Stadt Brilon ehrte ihn zu Lebzeiten durch Verleihung der Ehrenbürgerschaft. Heute erinnert auch eine Nikolaus-Hesse-Straße an den berühmten Bürgermeister, der fast 25 Jahre die Geschicke der Stadt lenkte.

## Schriften
- Das westliche Nordamerika in besonderer Beziehung auf die deutschen Einwanderer in ihren landwirthschaftlichen, Handels- und Gewerbeverhältnissen. Paderborn, 1838. Gedruckt in der Offizin Friedländer in Brilon